# 癤
癤（俗称：“火疖子”，英文：boil、furuncle）是毛囊炎的一種，其常見起因為金黃色葡萄球菌感染，可導致皮膚上出現一片由膿和死亡组织累積形成之有痛感的腫塊。腫脹的癤腫基本上為充滿膿液的結節。單獨的癤連結在一起被稱為癰。
人類大部分感染癤是由凝固酶陽性金黃色葡萄球菌分型引起的，這種細菌可以產生凝固酶，從而使血液凝結。復發性癤還與遺傳因素相關。此外，免疫缺陷因素（如艾滋病、糖尿病、營養不良或酗酒）亦可導致癤腫的發生。

## 治療
不進行處理，癤亦可能自行消除。常見的處理辦法是將癤切開並進行引流。為防止進一步感染，操作過程不宜在家中自行完成。此外，抗细菌药療法亦推薦用作大型或反復發作的癤治療，如果癤生長在敏感部位，如腹股溝、乳房、腋下、鼻孔周圍或鼻腔內、耳內，亦推薦使用該療法。為防止藥效失效，抗细菌药使用時長不應該超過1個月，並在兩次使用期間間隔兩個月以上。

## 外部連結
- DermAtlas 1817374494

Template:Diseases of the skin and appendages by morphology

Template:Cutaneous infections